# Flughafen Kerben

i8
i11
i13
Der Flughafen Kerben (kirgisisch Кербен аэропорту Kerben aeroportu, russisch Кербенский аэропорт Kerbenski aeroport, ICAO-Code: UAFE, RU-LID: КРФ)  ist der Flughafen der Stadt Kerben im Rajon Aksy in Kirgisistan. 
Der Flughafen besitzt ein maximales Landegewicht von 22 Tonnen und wird nur bei Tageslicht betrieben.

## Geschichte
Der Flughafen wurde in den 1950er-Jahren für die damals noch Karawan heißende Stadt in Betrieb genommen.
1982 wurde das heutige Terminalgebäude errichtet. 

## Fluggesellschaften und Ziele
Obwohl der Flughafen nahe an Usbekistan liegt, besitzt er keine Zollabfertigung. Daher werden nur inländische Verbindungen nach Dschalal-Abad angeboten.